# 张福根 (光学工程学家)
张福根（1962年9月2日—），男，浙江丽水人，中国首先攻克激光粒度分析仪并商业化之人。张福根创立了真理光学、欧美克科技，于1993年成立欧美克仪器，参与了中国第一台商用激光粒度分析仪的研制。他曾执教于天津大学，在光学、仪器仪表等领域为中国培养了大批人才。

## 生平
在农村家庭出生，自述从小就对知识和技能有着浓厚的兴趣，其中到了高中时非常热爱物理，获得过丽水地区物理竞赛第一名，高中毕业后进入杭州大学物理系。
本科毕业后他来到南开大学物理系主攻光学。1993年他和李兆斌成立了欧美克科技有限公司。这个名字是张福根早在研究生阶段就已经谋划完成的，来自英文缩写OMEC的谐音，各个字母依次代表光学(Optics)、机械(Machinery)、电子(Electronics)和计算机(Computer)，意思是光、机、电和计算机的一体化。而“克”则暗含着决心超越欧美，领先同行，做好民族企业的决心。

1993年，在珠海经济特区创立欧美克仪器有限公司，是欧美克LS系列、PIP系列、RC系列、ES型粒度仪的主要设计者和商品化的领导者，推出中国第一台商用激光衍射法粒度仪，第一台颗粒图像分析仪和中国第一台库尔特法颗粒计数器；
1998年，当选珠海市香洲区政协副主席；
2002年，荣获中国颗粒学会第二届青年颗粒学奖。
2010年，从欧美克科技分立仪器业务，成立“珠海欧美克仪器有限公司”，将后者股份转让给英国思百吉集团（马尔文仪器母公司）
2011年，受聘天津大学兼职教授，指导博士和硕士研究生开展激光散射理论基础研究。
2015年，加盟珠海真理光学仪器有限公司，再次投身颗粒测试技术的研究和仪器的商业化工作。

## 头衔
- 2006年当选为中国颗粒学会副理事长，成为唯一来自企业的副理事长，而本届的正副理事长6人中，三人是中国科学院、工程院的院士。[3]
- 2014年当选珠海博士协会会长

## 刊物
《粒度测量基础理论与研究论文集》

### 论文
1. [1]张福根,郭华. 激光粒度仪对水泥粉磨过程的指导作用[C].2009国内外水泥粉磨新技术交流大会论文集,  大会组委会, 2009: 170-180.
2. [2]张福根. 我国粉体粒度测试技术现状[J]. 中国粉体技术, 2000, (S1): 45-48.
3. [3]张福根,荣跃龙. 粒度性能评价方法探讨[J]. 中国粉体技术, 2001, (3): 32-34.
4. [4]潘林超,葛宝臻,张福根. 基于环形样品池的激光粒度测量方法[J]. 光学学报, 2017, 37(10): 311-319.
5. [5]胡华,张福根,吕且妮,等. 激光粒度仪的测量上限[J]. 光学学报, 2018, 38(4): 355-361.
6. [6]张晨雨,吕且妮,张福根. 基于散射光偏振分布差的颗粒尺寸及折射率测量[J]. 光学学报,  : 1-12.
7. [7]张福根,刘辉. 微粉粒度测量中形貌因素的影响[J]. 金刚石与磨料磨具工程, 2013, 33(1): 75-78, 82.
8. [8]郭华,张福根. 激光粒度仪在色釉料行业中的应用[J]. 陶瓷学报, 2006, (4): 434-442.
9. [9]张福根,郭华. 关于粉体粒度标样的思考及初步实践[C].第六届全国颗粒测试学术会议论文集,  中国粉体技术杂志社, 2005: 280-285.
10. [10]张福根. 激光粒度仪的光学结构[C].中国颗粒学会2006年年会暨海峡两岸颗粒技术研讨会论文集,   2006: 29-33.
11. [11]张福根,谭惠文,汪祖军. 激光粒度仪的技术性能、发展方向以及对用户的建议[C].第八届全国颗粒制备与处理学术和应用研讨会论文集,  中国粉体技术杂志社, 2007: 266.